# Rhombothyriops elegans
Rhombothyriops elegans är en tvåvingeart som beskrevs av Townsend 1915. Rhombothyriops elegans ingår i släktet Rhombothyriops och familjen parasitflugor.
Artens utbredningsområde är Peru. Inga underarter finns listade i Catalogue of Life.